# Terry Davis (homme politique)
Pour les articles homonymes, voir Terry Davis et Davis.
Terence Anthony Gordon Davis (né le 5 janvier 1938) est un homme politique britannique, et ancien membre travailliste du Parlement. Il a été secrétaire général du Conseil de l'Europe.